# Pozo Cañada
Pozo Cañada är en kommun i Spanien.   Den ligger i provinsen Provincia de Albacete och regionen Kastilien-La Mancha, i den centrala delen av landet, 250 km sydost om huvudstaden Madrid. Antalet invånare är 2 880.